# Opernbesetzungen der Salzburger Festspiele 1938 bis 1944

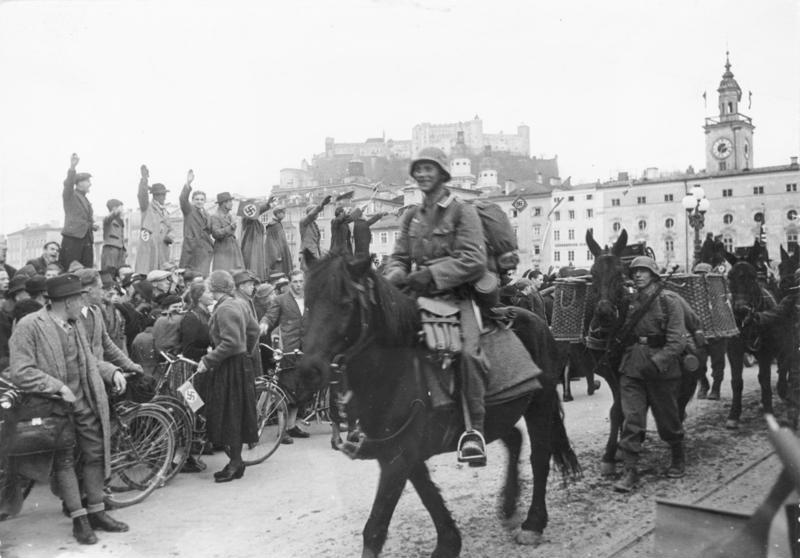
Teile der Bevölkerung bejubeln die Annexion Österreichs an das Deutsche Reich, Salzburg 1938

Die Opernbesetzungen der Salzburger Festspiele 1938 bis 1944 umfassen alle Opernaufführungen der Salzburger Festspiele während der Herrschaft der Nationalsozialisten in Österreich. Während das NS-Regime in den Jahren 1938 und 1939 versuchte, an die höchst erfolgreiche Periode Arturo Toscaninis und Bruno Walters anzuknüpfen, gab es 1940 kriegsbedingt keine Opernaufführungen und von 1941 bis 1943 nur bescheidene Kriegsfestspiele für Soldaten. 1944 durfte die Uraufführung der Liebe der Danae von Joseph Gregor und Richard Strauss auf Befehl aus Berlin nicht stattfinden, es gab nur eine öffentliche Generalprobe.
Die bedeutenden Dirigenten dieser Jahre waren Karl Böhm, Wilhelm Furtwängler, Hans Knappertsbusch und Tullio Serafin sowie ab 1942 erneut Clemens Krauss, dem im September 1941 die Leitung der Festspiele übertragen worden war.

## Konzept
Die Salzburger Festspiele waren sowohl den illegalen Nationalsozialisten in Österreich, als auch dem NS-Regime in Deutschland auf mehrfachen Ebenen verhasst: als Kulminationspunkt der Österreichischen Identität, als Botschaft des Humanismus und des Friedens, als weltoffene und internationale Veranstaltung, die das deutsche Festspiel in Bayreuth klar in den Schatten gestellt hatte. Salzburg hatte Reinhardt, Toscanini, Lotte Lehmann als Opernheroine und Marlene Dietrich als Festspielgast, Stars, mit denen sich das sogenannte Dritte Reich gerne geschmückt hätte.
Die Nazis waren nicht zimperlich in ihren Mitteln, nutzen nicht nur propagandistische Mittel der Diffamierung oder des Ignorierens, sondern erfanden auch die Tausend-Mark-Sperre zur Schädigung des österreichischen Fremdenverkehrs, verhängten Auftrittsverbote für deutsche Künstler, warfen mit Flugzeugen Flugblätter ab und deponierten im Schloss Leopoldskron, dem Wohnsitz von Max Reinhardt, gar eine Bombe. Abwechselnd diffamierten sie die Festspiele als „jüdischen Hexensabbath“ oder als „bolschewistisch“ oder als beides. Langjährige Zielscheibe der antisemitischen Hetze der Nazis war Max Reinhardt, der 1933 gewagt hatte, den Titel Ehrenarier abzulehnen und sich standhaft weigerte, sich in den NS-Kulturbetrieb zu integrieren. Der Nationalsozialist und Sänger und Wilhelm Rode sagte 1933 seine Teilnahme am Fidelio erst zwei Tage vor der Vorstellung aus „politischen Gründen“ ab, wohl um die Vorstellung zu gefährden. 1935 versuchten die Nationalsozialisten britische und amerikanische Journalisten zu bestechen, in ihren Medien „Artikel über ein Salzburg, in dem es vor Päderasten nur so wimmle,“ zu lancieren.

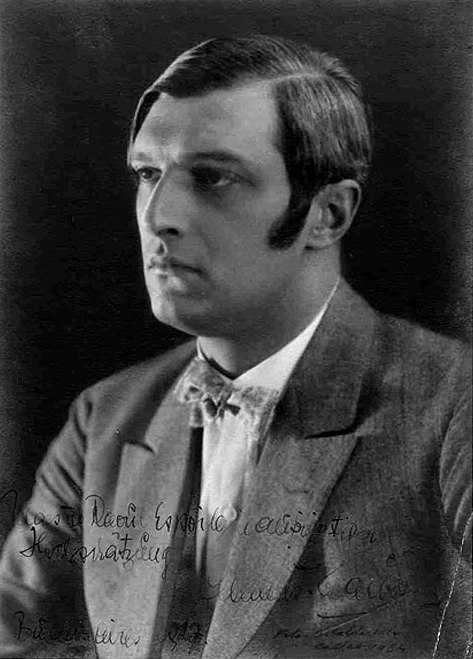
Clemens Krauss

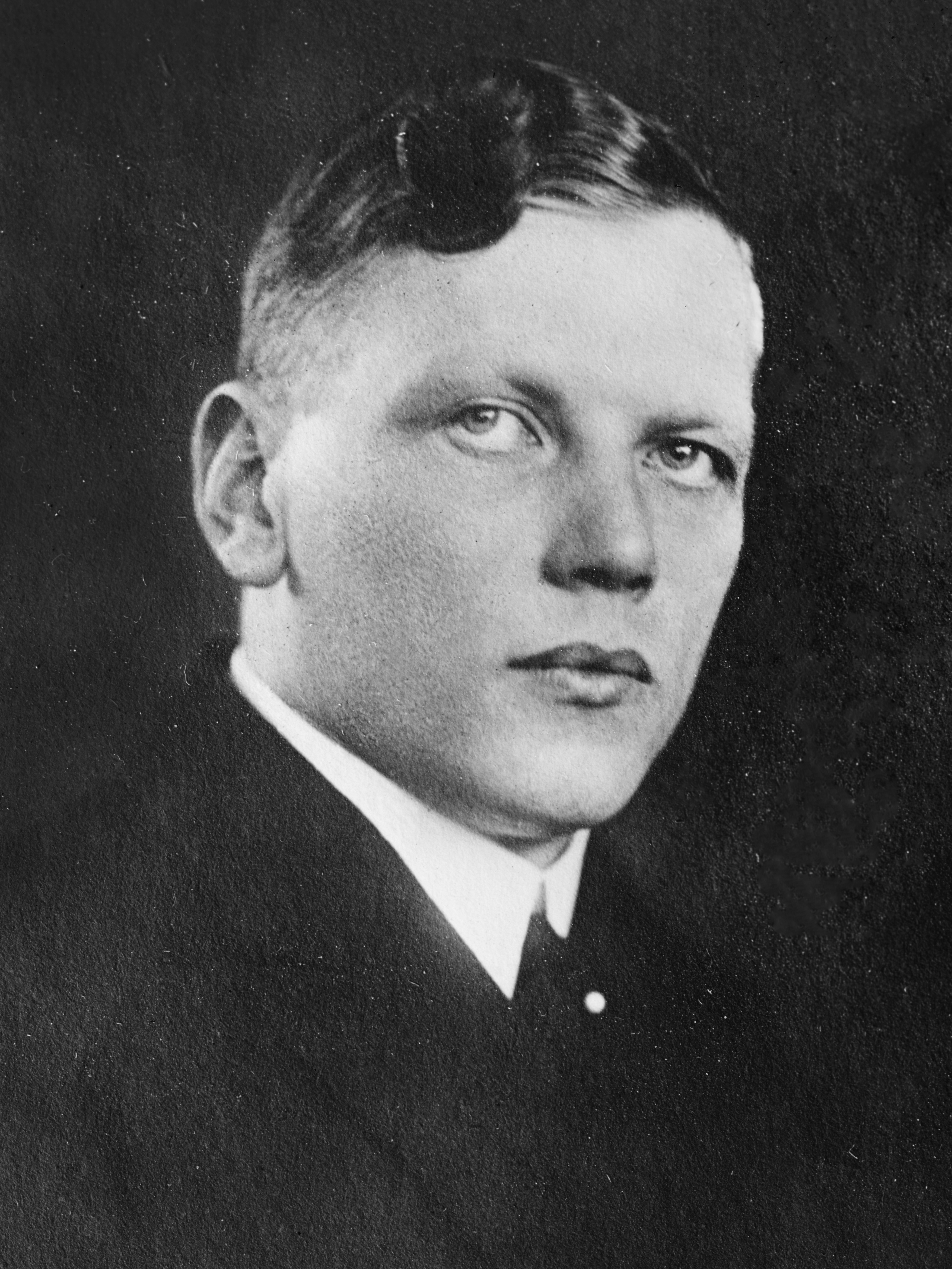
Hans Knappertsbusch

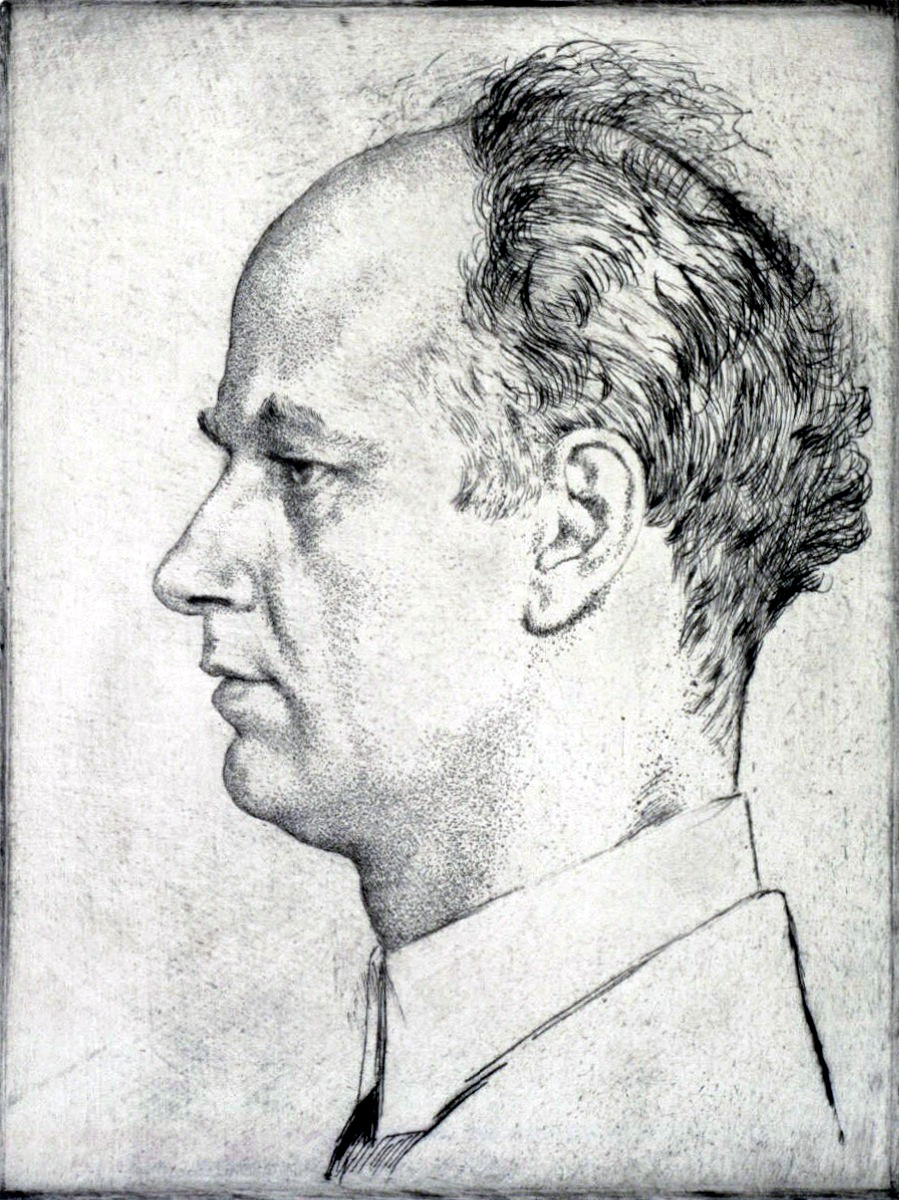
Wilhelm Furtwängler

Als die Nationalsozialisten nach der Annexion Österreichs auch die Gestaltungsmacht in Salzburg übernahmen, wussten sie nicht so recht, was sie mit den Festspielen anfangen sollten. Sie wussten nur, was sie nicht wollten. Die zentralen Gegner waren schon weg: Hofmannsthal war verstorben, Reinhardt bereits 1937 nach Amerika gegangen und Toscanini hatte erneut – unmittelbar nach der Machtübernahme Hitlers in Österreich – abgesagt. Der Dirigent Bruno Walter, die Regisseure Herbert Graf und Lothar Wallerstein, die Lehmann sowie weitere jüdische bzw. dem NS-Regime kritisch gegenüber eingestellte Künstler sahen sich zur Emigration gezwungen. Doch ihr Zerstörungswerk in der Kultur setzten die Nationalsozialisten auch in Salzburg fort: Schloss Leopoldskron wurde enteignet, am 30. April fand eine Bücherverbrennung am Residenzplatz statt, das Anton Faistauer Foyer zum Festspielhaus wurde zerstört, der Jedermann abgesetzt, die Faust-Stadt in der Felsenreitschule abgebaut und die diffamatorische Ausstellung Entartete Kunst nach Salzburg geschickt. Der Festspielpräsident Heinrich Puthon wurde seines Amtes enthoben, doch am Opernprogramm ändert sich kaum etwas. Statt Josef Krips, Arturo Toscanini, Bruno Walter und Felix Weingartner dirigierten jetzt die systemkonformen Musiker Karl Böhm, Hans Knappertsbusch, Clemens Krauss und Wilhelm Furtwängler. Aus dem faschistischen Italien holte man Vittorio Gui und Tullio Serafin.
Die NS-Kulturpolitik war gespickt mit Widersprüchen, die in Salzburg besonders plastisch zur Geltung kamen: Reinhardt wurde zuerst hofiert, dann zerstörten die Nazis sein Salzburger Schaffen (und versuchten es zugleich zu kopieren: Anstelle der Faust-Stadt baute man eine Egmont-Stadt auf). Hofmannsthals Jedermann wurde, weil der katholische Autor über jüdische Vorfahren verfügte, verboten, seine Opern hingegen wurden weiterhin gespielt, weil sie vom Mitläufer Richard Strauss vertont wurden, dem Präsidenten der Reichsmusikkammer von 1933 bis 1935. Die Regisseure Herbert Graf und Lothar Wallerstein mussten als Juden emigrieren, ihre Inszenierungen wurden weitergespielt. Die Taktik des Tarnens und Täuschens trat auch hier zu Tage: Die Namen Hofmannsthal, Graf und Wallerstein verschwanden von den Programmzetteln, als Spielleiter gab man den Mitläufer Erich von Wymetal an.
Im Opernbereich beschränkte sich die NS-Kulturpolitik auf Symbolik: Das Festspielhaus wurde von „Reichsbühnenbildner“ Benno von Arent dem NS-Geschmack angepasst. Er ersetzte die Holzverkleidung durch eine goldverzierte Gipsdecke, brachte Reichsadler, Hakenkreuz und Führerbüste an, kreierte sogar eine eigene Führerloge, die freilich nur einmal, bei einer Vorstellung des Don Giovanni im Jahr 1939, genutzt wurde. Hitler war weiterhin Bayreuth verbunden, entzog Salzburg ab 1939 das Recht, Wagner-Opern zu spielen, und degradierte die Festspiele ab 1943 zum Salzburger Musik- und Theatersommer. Festspiele gab es für Hitler nur in Bayreuth. Das Programm der ersten beiden NS-Jahre zeichnete sich durch ein hohes Mass an Kontinuität zu den erfolgreichen Toscanini/Walter-Jahren aus, allerdings mussten die Festspiele auf alle jüdischen Gesangsstars verzichten. Doch hatte Salzburg erneut Glück im Unglück, fanden sich doch in den Besetzungen die Ausnahmetalente Maria Cebotari, Anton Dermota und Helge Rosvaenge. Und, mutmaßlich mit Hilfe Mussolinis, konnte man 1938 und 1939 nahezu das gesamte Falstaff-Sängerensemble der Toscanini-Neuproduktion erneut nach Salzburg verpflichten.
1940 wurden, erneut ein Widerspruch, die Salzburger Festspiele kriegsbedingt abgesagt, die Bayreuther Festspiele hingegen durchgeführt. Danach sank das Sängerniveau, griff Provinzialität um sich, blieb das internationale Publikum aus. Erwähnenswert in den Folgejahren sind nur zwei Projekte: 1942 eine Hochzeit-des-Figaro-Neuinszenierung von Walter Felsenstein, die einen neuen Mozart-Stil ankündigte, den nach Ende des NS-Regimes das Wiener und Salzburger Mozart-Ensemble umsetzten sollte – psychologisch durchdachte Personenführung, schlank und eher herb im Stil, ohne die üblichen Süßlichkeiten und den klassischen Kitsch. Und 1944 den Versuch der Uraufführung einer neuen Oper von Richard Strauss, der nach dem Tod von Hofmannsthal kein einziges Werk mehr schuf, welches sich im Repertoire etablieren konnte. Die Liebe der Danae ist freilich relevant als Kunstwerk des Scheiterns eines großen Komponisten und symptomatisch für den Eskapismus der verheerenden NS-Jahre, die von der Flucht in Walzerseligkeit, derbe Komödien und antike Stoffe dominiert waren. Bemerkenswert auch das Eingeständnis des Komponisten, der sich am Ende der Generalprobe an die vielgeliebten Wiener Philharmoniker wandte – mit dem Satz: „Vielleicht sehen wir uns in einer besseren Welt wieder.“

## 1938
| Die Meistersinger von Nürnberg von Richard Wagner, Festspielhaus, 23. Juli bis 22. August 1938 (vier Aufführungen)                                                          |                                                         | | |
| Wiener Philharmoniker Wiener Staatsopernchor Wilhelm Furtwängler | Erich von Wymetal Robert Kautsky, Willi Bahner          | Maria Reining Eva Piroska Tutsek Magdalena                                                                                     | Walter Großmann Hans Sachs Herbert Alsen Veit Pogner Georg Maikl Kunz Vogelsang Georg Monthy Konrad Nachtigall Alfred Jerger Sixtus Beckmesser Fritz Krenn Fritz Kothner Anton Arnold Balthasar Zorn Eduard Fritsch Ulrich Eißlinger Hermann Gallos Augustin Moser Alfred Muzzarelli Hermann Ortel Carl Bissuti Hans Schwarz \| Ein Nachtwächter Karl Ettl Hans Foltz Set Svanholm Walther von Stolzing Erich Zimmermann David |
| Don Juan von Lorenzo Da Ponte und Wolfgang Amadeus Mozart, Festspielhaus, 25. Juli bis 27. August 1938 (vier Aufführungen)                                                  |                                                         | | |
| Wiener Philharmoniker Wiener Staatsopernchor Karl Böhm | Wolf Völker Robert Kautsky                              | Elisabeth Rethberg Donna Anna Luise Helletsgruber Donna Elvira Maria Cebotari Zerlina                                          | Ezio Pinza Don Juan Virgilio Lazzari Leporello Herbert Alsen Der Komtur Anton Dermota Don Ottavio Karl Ettl Masetto |
| Der Rosenkavalier von Hugo von Hofmannsthal und Richard Strauss, Festspielhaus, 26. Juli bis 22. August 1938 (vier Aufführungen)                                            |                                                         | | |
| Wiener Philharmoniker Wiener Staatsopernchor Karl Böhm | Erich von Wymetal Alfred Roller                         | Hilde Konetzni Feldmarschallin Martha Rohs Octavian Esther Réthy Sophie Aenne Michalsky Leitmetzerin Dora With Annina          | Fritz Krenn Baron Ochs Walter Großmann Faninal Hermann Gallos Valzacchi Viktor Madin Haushofmeister bei der Marschallin \| Polizeikommissär William Wernigk Haushofmeister bei Faninal \| Wirt Alfred Muzzarelli Notar Helge Roswaenge Sänger |
| Tannhäuser von Richard Wagner, Festspielhaus, 29. Juli bis 26. August 1938 (vier Aufführungen)                                                                              |                                                         | | |
| Wiener Philharmoniker Wiener Staatsopernchor Hans Knappertsbusch | Max Hofmüller Robert Kautsky Willy Fränzl Choreographie | Maria Reining Elisabeth Piroska Tutsek Venus Esther Réthy Hirtenknabe                                                          | Herbert Alsen Landgraf Set Svanholm Tannhäuser Alexander Svéd Wolfram von Eschenbach Anton Dermota Walter von der Vogelweide Carl Bissuti Biterolf William Wernigk Heinrich Karl Ettl Reinmar |
| Fidelio von Joseph Sonnleithner, Stephan von Breuning, Georg Friedrich Treitschke und Ludwig van Beethoven, Festspielhaus, 30. Juli bis 31. August 1938 (vier Aufführungen) |                                                         | | |
| Wiener Philharmoniker Wiener Staatsopernchor Hans Knappertsbusch | Erich von Wymetal                                       | Hilde Konetzni Fidelio Luise Helletsgruber Marzelline                                                                          | Helge Roswaenge Florestan Josef von Manowarda Rocco Carl Bissuti Don Fernando Paul Schöffler Don Pizzaro Richard Sallaba Jaquino Anton Dermota, Karl Ettl Gefangene |
| Die Hochzeit des Figaro von Lorenzo Da Ponte und Wolfgang Amadeus Mozart, Festspielhaus, 1. bis 25. August 1938 (drei Aufführungen)                                         |                                                         | | |
| Wiener Philharmoniker Wiener Staatsopernchor Hans Knappertsbusch | Guido Salvini Alfred Roller                             | Maria Cebotari Gräfin Almaviva Esther Réthy Susanna Angelica Cravcenco Marcellina Martha Rohs Cherubino Dora Komarek Barbarina | Mariano Stabile Graf Almaviva Ezio Pinza Figaro Gino del Signore Basilio Virgilio Lazzari Bartolo Viktor Madin Antonio Giuseppe Nessi Don Curzio |
| Falstaff und Arrigo Boito und Giuseppe Verdi, Festspielhaus, 6. und 23. August 1938 (vier Aufführungen)                                                                     |                                                         | | |
| Wiener Philharmoniker Wiener Staatsopernchor Vittorio Gui | Guido Salvini Robert Kautsky Willy Fränzl Choreographie | Augusta Oltrabella Mrs. Alice Ford Gianna Perea-Labia Nannetta Angelica Cravcenco Mrs. Quickly Mita Vasari Mrs. Meg Page       | Mariano Stabile Sir John Falstaff Piero Biasini Ford Gino del Signore Fenton Alfredo Tedeschi Dr. Cajus Giuseppe Nessi Bardòlfo Virgilio Lazzari Pistòla |

Besetzungswechsel in den Folgevorstellungen:
- Die Meistersinger von Nürnberg. Hans Sachs: Karl Kamann (ab 10. August), Stolzing: August Seider (19. August)
- Der Rosenkavalier. Faninal: Viktor Madin (22.), Sophie: Maria Cebotari (22.), Annina: Olga Levko-Antosch (12. und 22.), Haushofmeister bei der Marschallin: Viktor Maiwald (22.), Polizeikommissär: Karl Ettl (22.), Sänger: Emmerich von Godin (2. und 12.)
- Tannhäuser. Elisabeth: Hilde Konetzni (16. und 26.)
- Fidelio. Leonore: Gertrud Rünger (8.), Don Pizarro: Fritz Krenn (31.)

## 1939
| Der Rosenkavalier von Hugo von Hofmannsthal und Richard Strauss, Festspielhaus, 1. bis 29. August 1939 (fünf Aufführungen)                                   |                                                         | | |
| Wiener Philharmoniker Wiener Staatsopernchor Karl Böhm | Erich von Wymetal Alfred Roller                         | Hilde Konetzni Feldmarschallin Martha Rohs Octavian Esther Réthy Sophie Aenne Michalsky Leitmetzerin Dora With Annina          | Fritz Krenn Baron Ochs Hermann Wiedemann Faninal Hermann Gallos Valzacchi Viktor Madin Haushofmeister bei der Marschallin \| Polizeikommissär William Wernigk Haushofmeister bei Faninal \| Wirt Alfred Muzzarelli Notar Anton Dermota Sänger |
| Der Freischütz von Johann Friedrich Kind und Carl Maria von Weber, Festspielhaus, 3. bis 30. August 1939 (fünf Aufführungen)                                 |                                                         | | |
| Wiener Philharmoniker Wiener Staatsopernchor Hans Knappertsbusch                                                                                             | Heinrich Karl Strohm Benno von Arent                    | Tiana Lemnitz Agathe Elisabeth Rutgers Ännchen                                                                                 | Paul Schöffler Ottokar Carl Bissuti Kuno Michael Bohnen Kaspar Franz Völker Max Volker Soetber Samiel Herbert Alsen Eremit Wilhelm Franter Kilian                                                                                             |
| Falstaff und Arrigo Boito und Giuseppe Verdi, Festspielhaus, 5. und 23. August 1939 (zwei Aufführungen)                                                      |                                                         | | |
| Wiener Philharmoniker Wiener Staatsopernchor Tullio Serafin                                                                                                  | Guido Salvini Robert Kautsky Willy Fränzl Choreographie | Franca Somigli Mrs. Alice Ford Augusta Oltrabella Nannetta Angelica Cravcenco Mrs. Quickly Mita Vasari Mrs. Meg Page           | Mariano Stabile Sir John Falstaff Piero Biasini Ford Gino del Signore Fenton Alfredo Tedeschi Dr. Cajus Giuseppe Nessi Bardòlfo Virgilio Lazzari Pistòla                                                                                      |
| Die Entführung aus dem Serail von Johann Gottlieb Stephanie und Wolfgang Amadeus Mozart, Salzburger Stadttheater, 7. bis 22. August 1939 (zwei Aufführungen) |                                                         | | |
| Wiener Philharmoniker Wiener Staatsopernchor Karl Böhm | Wolf Völker Robert Kautsky, Ulrich Roller               | Maria Cebotari Konstanze Irma Beilke Blondchen                                                                                 | Albin Skoda Bassa Selim Helge Roswaenge Belmonte Richard Sallaba Pedrillo Salvatore Baccaloni Osmin Karl Ettl Anführer der Wachen |
| Don Giovanni von Lorenzo Da Ponte und Wolfgang Amadeus Mozart, Festspielhaus, 9. bis 27. August 1939 (drei Aufführungen)                                     |                                                         | | |
| Wiener Philharmoniker Wiener Staatsopernchor Clemens Krauss                                                                                                  | Wolf Völker Robert Kautsky, Ulrich Roller               | Elisabeth Rethberg Donna Anna Hilde Konetzni Donna Elvira Maria Cebotari Zerlina                                               | Ezio Pinza Don Juan Virgilio Lazzari Leporello Ludwig Weber Der Komtur Anton Dermota Don Ottavio Karl Ettl Masetto |
| Die Hochzeit des Figaro von Lorenzo Da Ponte und Wolfgang Amadeus Mozart, Festspielhaus, 13. bis 31. August 1939 (drei Aufführungen)                         |                                                         | | |
| Wiener Philharmoniker Wiener Staatsopernchor Hans Knappertsbusch                                                                                             | Guido Salvini Alfred Roller Willy Fränzl Choreographie  | Maria Reining Gräfin Almaviva Esther Réthy Susanna Angelica Cravcenco Marcellina Martha Rohs Cherubino Maria Schober Barbarina | Mariano Stabile Graf Almaviva Ezio Pinza Figaro Gino del Signore Basilio Virgilio Lazzari Bartolo Viktor Madin Antonio Giuseppe Nessi Don Curzio                                                                                              |
| Il barbiere di Siviglia von Cesare Sterbini und Gioachino Rossini, Festspielhaus, 16. und 25. August 1939 (zwei Aufführungen)                                |                                                         | | |
| Wiener Philharmoniker Coro del Teatro alla Scala Tullio Serafin                                                                                              | Guido Salvini , A. Calvo                                | Margherita Carosio Rosina Mita Vasari Berta                                                                                    | Luigi Fort Graf Almaviva Salvatore Baccaloni Dr. Bartolo Mariano Stabile Figaro Ezio Pinza Basilio Alfio Tedesco Fiorello Giuseppe Nessi Offizier Ferry Klos Notar                                                                            |

Besetzungswechsel in den Folgevorstellungen:
- Der Rosenkavalier. Feldmarschallin: Elisabeth Rethberg (24.), Notar: Karl Ettl (15. und 24.), Sänger: Emmerich von Godin (24. und 29.),
- Der Freischütz. Kuno: Karl Ettl (30.), Agathe: Hilde Konetzni (30.), Kaspar: Herbert Alsen (30.), Eremit: Carl Bissuti (30.)
- Die Entführung aus dem Serail. Belmonte: Anton Dermota (14.)
- Don Giovanni. Donna Anna: Felicie Hüni-Mihacsek (27.)

## 1940
Aufgrund des Zweiten Weltkriegs wurden die Salzburger Festspiele 1940 auf Geheiß aus Berlin abgesagt, nicht jedoch die Bayreuther Festspiele, bei denen Winifred Wagner zwei Ring-Zyklen und vier Vorstellungen des Fliegenden Holländers ansetzte. Hitler besuchte ein letztes Mal die Bayreuther Festspiele.
Die Wiener Philharmoniker setzten aus Eigeninitiative einen Konzertzyklus in Salzburg an und retteten somit die Kontinuität des Festivals. Es fanden neun Orchesterkonzerte statt und zwei Serenaden, an denen die Bläservereinigung der Philharmoniker beteiligt war. Es dirigierten Karl Böhm, Wilhelm Furtwängler, Hans Knappertsbusch und – eine Novität für Salzburg – Franz Lehár. Solisten waren der Geiger Wolfgang Schneiderhan, der Pianist Emil von Sauer sowie die Sänger Esther Réthy, Gertrud Rünger und Marcel Wittrisch. Neben klassischen Konzertstücken von Mozart, Beethoven, Brahms, Bruckner und Tschaikowski erstellte das Programm einen starken Bezug zum Musiktheater. Das reguläre Programm begann mit Beethovens Dritten Leonoren-Ouvertüre und endete mit Wagners Tannhäuser-Ouvertüre. Insgesamt wurden acht Ouvertüren und Vorspiele angesetzt, quasi als virtueller Ersatz für die ausgefallenen Opern- und Schauspielaufführungen. Drei Konzerte waren dem Wiener Walzer und der Operette gewidmet, Eskapismus in musikalischer Form, darunter das von Lehár dirigierte Konzert. Ein zweiter Schwerpunkt galt den Werken Wagners und beinhaltete Isoldes Liebestod sowie Siegfrieds Tod und Trauermusik aus der Götterdämmerung, Vorahnung des schrecklichen Endes, eingebettet zwischen Beethoven und Brahms.

## 1941
| Die Zauberflöte, Textbuch von Emanuel Schikaneder, Musik von Wolfgang Amadeus Mozart, Festspielhaus, 2. bis 19. August 1941 (vier Aufführungen) |                                 | | |
| Wiener Philharmoniker Wiener Staatsopernchor Karl Böhm                                                                                          | Heinz Arnold Ludwig Sievert     | Lea Piltti Königin der Nacht Maria Reining Pamina Hilde Konetzni 1. Dame Dora With 2. Dame Elena Nikolaidi 3. Dame Dora Komarek Papagena Erika Pirschl 1. Knabe Elfride Trötschel 2. Knabe Anny Schneller 3. Knabe | Ludwig Weber Sarastro Peter Anders Tamino Kurt Böhme Sprecher Alfred Poell Papageno Karl Wessely Monostatos William Wernigk Priester Wilhelm Franter 1. Geharnischter Franz Normann 2. Geharnischter                                                               |
| Der Rosenkavalier von Hugo von Hofmannsthal und Richard Strauss, Festspielhaus, 4. bis 21. August 1941 (vier Aufführungen)                      |                                 | | |
| Wiener Philharmoniker Wiener Staatsopernchor Hans Knappertsbusch                                                                                | Erich von Wymetal Alfred Roller | Anny Konetzni Feldmarschallin Martha Rohs Octavian Elisabeth Rutgers Sophie Aenne Michalsky Leitmetzerin Olga Levko-Antosch Annina                                                                                 | Fritz Krenn Baron Ochs Hermann Wiedemann Faninal Hermann Gallos Valzacchi Hermann Baier Haushofmeister bei der Marschallin Wilhelm Franter Haushofmeister bei Faninal Karl Ettl Polizeikommissär Alfred Muzzarelli Notar Anton Dermota Sänger William Wernigk Wirt |
| Die Hochzeit des Figaro von Lorenzo Da Ponte und Wolfgang Amadeus Mozart, Festspielhaus, 6. bis 24. August 1941 (vier Aufführungen)             |                                 | | |
| Wiener Philharmoniker Wiener Staatsopernchor Karl Böhm                                                                                          | Rudolf Zindler Alfred Roller    | Margarete Teschemacher Gräfin Almaviva Elfriede Weidlich Susanna Dora With Marcellina Martha Rohs Cherubino Elfride Trötschel Barbarina                                                                            | Mathieu Ahlersmeyer Graf Almaviva Paul Schöffler Figaro Karl Wessely Basilio Kurt Böhme Bartolo Franz Normann Antonio Hermann Gallos Don Curzio |
| Don Juan von Lorenzo Da Ponte und Wolfgang Amadeus Mozart, Festspielhaus, 8. bis 22. August 1941 (vier Aufführungen)                            |                                 | | |
| Wiener Philharmoniker Wiener Staatsopernchor Hans Knappertsbusch                                                                                | Wolf Völker Robert Kautsky      | Helena Braun Donna Anna Hilde Konetzni Donna Elvira Dora Komarek Zerlina | Paul Schöffler Don Juan Fritz Krenn Leporello Herbert Alsen Der Komtur Anton Dermota Don Ottavio Erich Kunz Masetto |

Besetzungswechsel in den Folgevorstellungen:
- Die Zauberflöte. Tamino: Anton Dermota (14. und 19.)
- Der Rosenkavalier. Faninal: Viktor Madin (10. und 15.), Sophie: Esther Réthy (15. und 21.), Sänger: Karl Friedrich (10. und 15.)
- Don Juan. Zerline: Elisabeth Rutgers (18. und 22.)

## 1942
| Die Hochzeit des Figaro von Lorenzo Da Ponte und Wolfgang Amadeus Mozart, Festspielhaus, 5. bis 30. August 1942 (sechs Aufführungen) |                                              | | |
| Wiener Philharmoniker Wiener Staatsopernchor Clemens Krauss                                                                          | Walter Felsenstein Stefan Hlawa              | Helena Braun Gräfin Almaviva Irma Beilke Susanna Res Fischer Marcellina Gerda Sommerschuh Cherubino Liane Timm Barbarina           | Hans Hotter Graf Almaviva Erich Kunz Figaro Josef Witt Basilio Gustav Neidlinger Bartolo Franz Normann Antonio William Wernigk Don Curzio                                |
| Arabella von Hugo von Hofmannsthal und Richard Strauss, Festspielhaus, 9. bis 28. August 1942 (sechs Aufführungen)                   |                                              | | |
| Wiener Philharmoniker Wiener Staatsopernchor Clemens Krauss                                                                          | Rudolf Hartmann Robert Kautsky Erni Kniepert | Luise Willer Adelaide Viorica Ursuleac Arabella Trude Eipperle Zdenka Else Böttcher Fiakermilli Ruth Michaelis Kartenaufschlägerin | Theo Herrmann Graf Waldner Hans Reinmar Mandryka Horst Taubmann Matteo Franz Klarwein Graf Elemer Odo Ruepp Graf Dominik Alfred Poell Graf Lamoral William Wernigk Welko |

## 1943
| Die Zauberflöte, Textbuch von Emanuel Schikaneder, Musik von Wolfgang Amadeus Mozart, Festspielhaus, 4. bis 29. August 1943 (sechs Aufführungen) |                                              | | |
| Wiener Philharmoniker Wiener Staatsopernchor Clemens Krauss                                                                                      | Clemens Krauss Stefan Hlawa Erni Kniepert    | Hildegard Kapferer Königin der Nacht Irma Beilke Pamina Maud Cunitz 1. Dame Coba Wackers 2. Dame Maria Cornelius 3. Dame Gusti Huber Papagena Käthe Nentwig 1. Knabe Gertrud Friedrich 2. Knabe Anny Schneller 3. Knabe | Georg Hann Sarastro Julius Patzak Tamino Hans Hotter Sprecher Paul Hörbiger Papageno Josef Witt Monostatos Horst Taubmann Priester Karl Ostertag 1. Geharnischter Theo Herrmann 2. Geharnischter |
| Arabella von Hugo von Hofmannsthal und Richard Strauss, Festspielhaus, 8. bis 27. August 1943 (sechs Aufführungen)                               |                                              | | |
| Wiener Philharmoniker Wiener Staatsopernchor Clemens Krauss                                                                                      | Rudolf Hartmann Robert Kautsky Erni Kniepert | Luise Willer Adelaide Viorica Ursuleac Arabella Maud Cunitz Zdenka Irma Handler Fiakermilli Ruth Michaelis Kartenaufschlägerin                                                                                          | Theo Herrmann Graf Waldner Hans Reinmar Mandryka Horst Taubmann Matteo Franz Klarwein Graf Elemer Josef Witt Graf Dominik Alfred Poell Graf Lamoral Franz Szkokan Welko                          |

## 1944
| Die Liebe der Danae von Joseph Gregor und Richard Strauss, Festspielhaus, 16. August 1944 (öffentliche Generalprobe) |                                                 | | |
| Wiener Philharmoniker Wiener Staatsopernchor Clemens Krauss                                                          | Rudolf Hartmann Emil Preetorius , Erni Kniepert | Viorica Ursuleac Danae Irma Handler Xanthe Maud Cunitz Semele Stefania Fratnikova Europa Maria Cornelius Alkmene Anka Jelacic Leda | Horst Taubmann Midas Hans Hotter Jupiter Franz Klarwein Merkur Karl Ostertag Pollux Walter Carnuth 1. König Joszi Trojan-Regar 2. König Theo Reuter 3. König Georg Wieter 4. König |

## Quelle
- Josef Kaut: Die Salzburger Festspiele 1920-1981, mit einem Verzeichnis der aufgeführten Werke und der Künstler des Theaters und der Musik von Hans Jaklitsch. Residenz Verlag, Salzburg 1982, ISBN 3-7017-0308-6, S. 244–249.
- Czernin Verlag: Im Schatten der Mozartkugel, Reiseführer durch die braune Topographie von Salzburg, Kapitel 8. Festspielhaus, Schloss Leopoldskron: Krieg der Kultur(en), abgerufen am 12. Dezember 2016